# Ryonbong
Ryonbong är ett statsägt nordkoreanskt exportföretag som säljer metall, mineralprodukter och maskiner till andra länder. 
I juni 2005 meddelade USA:s president George W. Bush att landet svartlistat bland annat Ryonbong, med anledning av påstådd handel med massförstörelsevapen. I och med detta frystes företagets tillgångar i USA.
Tillsammans med Enighetskyrkan äger Ryonbong biltillverkaren Pyeonghwa Motors med säte i Nampo.